# Val-d'Auzon
Val-d'Auzon és un municipi francès situat al departament de l'Aube i a la regió del Gran Est. L'any 2007 tenia 394 habitants.

## Demografia

### Població
El 2007 la població de fet de Val-d'Auzon era de 394 persones. Hi havia 152 famílies de les quals 28 eren unipersonals (12 homes vivint sols i 16 dones vivint soles), 60 parelles sense fills, 56 parelles amb fills i 8 famílies monoparentals amb fills.
La població ha evolucionat segons el següent gràfic:
Habitants censats

### Habitatges
El 2007 hi havia 185 habitatges, 153 eren l'habitatge principal de la família, 11 eren segones residències i 21 estaven desocupats. 180 eren cases i 1 era un apartament. Dels 153 habitatges principals, 133 estaven ocupats pels seus propietaris, 15 estaven llogats i ocupats pels llogaters i 5 estaven cedits a títol gratuït; 3 tenien dues cambres, 15 en tenien tres, 38 en tenien quatre i 97 en tenien cinc o més. 109 habitatges disposaven pel capbaix d'una plaça de pàrquing. A 53 habitatges hi havia un automòbil i a 90 n'hi havia dos o més.

### Piràmide de població
La piràmide de població per edats i sexe el 2009 era:
| Homes | Edats   | Dones |
| ----- | ------- | ----- |
| 0     | 95 o +  | 0     |
| 0     | 90 a 94 | 0     |
| 0     | 85 a 89 | 4     |
| 4     | 80 a 84 | 0     |
| 8     | 75 a 79 | 4     |
| 16    | 70 a 74 | 24    |
| 20    | 65 a 69 | 8     |
| 4     | 60 a 64 | 16    |
| 4     | 55 a 59 | 0     |
| 12    | 50 a 54 | 8     |
| 4     | 45 a 49 | 20    |
| 8     | 40 a 44 | 8     |
| 12    | 35 a 39 | 12    |
| 24    | 30 a 34 | 8     |
| 4     | 25 a 29 | 20    |
| 16    | 20 a 24 | 4     |
| 24    | 15 a 19 | 12    |
| 8     | 10 a 14 | 0     |
| 4     | 5 a 9   | 8     |
| 12    | 0 a 4   | 12    |

## Economia
El 2007 la població en edat de treballar era de 238 persones, 189 eren actives i 49 eren inactives. De les 189 persones actives 172 estaven ocupades (99 homes i 73 dones) i 17 estaven aturades (9 homes i 8 dones). De les 49 persones inactives 12 estaven jubilades, 17 estaven estudiant i 20 estaven classificades com a «altres inactius».

### Ingressos
El 2009 a Val-d'Auzon hi havia 159 unitats fiscals que integraven 404,5 persones, la mediana anual d'ingressos fiscals per persona era de 18.152 €.

### Activitats econòmiques
Dels 9 establiments que hi havia el 2007, 1 era d'una empresa extractiva, 1 d'una empresa de comerç i reparació d'automòbils, 5 d'empreses de transport, 1 d'una empresa d'hostatgeria i restauració i 1 d'una empresa immobiliària.
L'any 2000 a Val-d'Auzon hi havia 28 explotacions agrícoles que ocupaven un total de 3.496 hectàrees.

## Equipaments sanitaris i escolars
El 2009 hi havia 1 escola maternal integrada dins d'un grup escolar amb les comunes properes formant una escola dispersa i 1 escola elemental integrada dins d'un grup escolar amb les comunes properes formant una escola dispersa.

## Poblacions més properes
El següent diagrama mostra les poblacions més properes.